# Megan Bankes
Pour les articles homonymes, voir Bankes.
Megan Bankes, née le 22 août 1997 à Calgary, est une biathlète canadienne.

## Biographie
Sa première sélection internationale date de 2014 pour les Championnats du monde jeunesse.
En 2017, elle devient la première championne du monde junior canadienne de biathlon en réussissant un sans faute au tir sur l'individuel. Elle venait de gagner une médaille d'argent aux Championnats d'Europe junior sur la poursuite. Elle obtient un ticket pour participer à l'étape de Coupe du monde à Kontiolahti quelques semaines plus tard.
Au cours de la saison 2018-2019, elle marque ses premiers points dans la Coupe du monde, terminant notamment 25e sur l'individuel court de Canmore, sa base s'entraînement. Elle est sélectionnée pour les Championnats du monde à Östersund cet hiver.

## Palmarès

### Jeux olympiques
| Édition \ Épreuve | Individuel | Sprint | Poursuite | Mass start | Relais | Relais mixte |
| ----------------- | ---------- | ------ | --------- | ---------- | ------ | ------------ |
| Pékin 2022        | 33e        | 77e    | —         | —          | 10e    | —            |

Légende : 
- — : non disputée par Bankes

### Championnats du monde
| Édition / Épreuve       | Individuel | Sprint | Poursuite | Mass start | Relais | Relais mixte | Relais mixte simple |
| ----------------------- | ---------- | ------ | --------- | ---------- | ------ | ------------ | ------------------- |
| Östersund 2019          | 75e        | 58e    | LAP       | —          | 14e    | —            | —                   |
| Antholz-Anterselva 2020 | 87e        | 61e    | —         | —          | 9e     | —            | —                   |
| Pokljuka 2021           | 88e        | 35e    | 46e       | —          | 16e    | —            | —                   |

### Coupe du monde
- Meilleur classement général : 78e en 2021.
- Meilleure performance individuelle : 25e.

#### Classements en Coupe du monde
| Saison    | Classement général final | Individuel | Sprint | Poursuite | Mass start |
| 2016-2016 | nc                       |            | nc     |           |            |
| 2017-2018 | nc                       | nc         | nc     | nc        |            |
| 2018-2019 | 80e                      | 49e        | 75e    | 86e       |            |
| 2019-2020 | 87e                      | nc         | 77e    |           |            |
| 2020-2021 | 78e                      | 48e        | 84e    | nc        |            |
| 2021-2022 | 98e                      | -          | nc     | 72e       |            |

### Championnats du monde junior
- Médaille d'or de l'individuel en 2017 à Osrblie.

### Championnats d'Europe junior
- Médaille d'argent de la poursuite en 2017.

### IBU Cup
- 1 podium individuel.